# Prohydata digma
Prohydata digma là một loài bướm đêm trong họ Geometridae.